# Petr Vopěnka
Petr Vopěnka (Praga, 16 de maio de 1935 – 2015) foi um matemático tcheco.
No início da década de 1970 estabeleceu a teoria dos conjuntos alternativa (i.é., alternativa à teoria clássica de Cantor), que ele subsequentemente desenvolveu em uma série de artigos e monografias. Na esfera da literatura matemática mundial, o nome Vopěnka é associado com muitas realizações matemáticas de primeira classe. Desde a metade da década de 1980 dedicou-se a questões filosóficas da matemática (particularmente vis-à-vis a fenomenologia Husserliana).

## Biografia
Petr Vopěnka cresceu na pequena cidade de Dolní Kralovice. Após terminar o ginásio em Ledeč nad Sázavou em 1953 foi estudar matemática na Universidade Carolina, com graduação em 1958. Em 1962 obteve o doutorado. Seus orientadores foram Eduard Čech e Ladislav Rieger.
Em 1958 começou a lecionar na Faculdade de Matemática e Física da Universidade Carolina, a partir de 1964 foi professor e em 1965 professor sênior.
Em 1967 Vopěnka tornou-se chefe do recém criado Departamento de Lógica Matemática. O departamento foi abolido em 1970 e Vopěnka, embora com permissão de continuar na universidade, caiu no desagrado do regime, que limitou seus contatos com matemáticos estrangeiros. Durante as décadas de 1970 e 1980 ele concentrou-se na filosofia e história da matemática e na fenomenologia do infinito.
Após a Revolução de Veludo, em janeiro de 1990, Vopěnka tornou-se vice-reitor da Universidade Carolina. Entre junho de 1990 e julho de 1992 foi ministro da educação da República Tcheca (então párte de Tchecoslováquia). Nesta posição ele, sem muito sucesso e enfrentando protestos dos professores, tentou instituir reformas escolares.
Em 1992 o Departamento de Lógica Matemática foi reaberto e Vopěnka tornou-se chefe. Até 2009 Vopěnka trabalhou como professor da Universidade Jan Evangelista Purkyně em Ústí nad Labem, no Departamento de Matemática da Faculdade de Ciências.
Petr Vopěnka também participou da tradução e publicação de textos matemáticos antigos (tais como as obras de Euclides e al-Khwarizmi) na língua tcheca e atualmente trabalha no Departmento de Atividades Interdisciplinares da Universidade da Boêmia Ocidental em Pilsen.

### Obras de Petr Vopěnka
- Petr Vopěnka (2004). Horizonty nekonečna. Prague: Moraviapress. ISBN 80-86181-66-9
- Petr Vopěnka (1999). Úhelný kámen evropské vzdělanosti a moci. Prague: Práh. ISBN 80-7252-022-9
- Petr Vopěnka (1989). Introduction to mathematics in the alternative set theory. Bratislava: Alfa. ISBN 80-05-00438-9
- Petr Vopěnka (1979). Mathematics in the Alternative Set Theory. Leipzig: Teubner. ASIN B0006E3AXY
- Petr Vopěnka, Petr Hájek (1972). The Theory of Semisets. Amsterdam, Prague: North-Holland. ISBN 0720422671

### Obras sobre Petr Vopěnka
- VIZE 97. «Petr Vopěnka Biography» (PDF). Consultado em 27 de janeiro de 2012. Arquivado do original (PDF) em 29 de setembro de 2007
- Akihiro Kanamori (2007). «Set Theory from Cantor to Cohen» (PDF). The Mathematical Development of Set Theory from Cantor to Cohen (significant revision)
- Jiří Fiala (5 de outubro de 2004). «Laudatio - VIZE 97 Award to Petr Vopenka» (PDF) (em checo). VIZE 97. Consultado em 27 de janeiro de 2012. Arquivado do original (PDF) em 26 de julho de 2011
- Antonín Sochor (2001). «Petr Vopěnka (born 16. 5. 1935)». Ann. Pure Appl. Logic. 109 (1–2): 1–13. doi:10.1016/S0168-0072(01)00037-9. Consultado em 27 de janeiro de 2012. Arquivado do original em 27 de setembro de 2007
- Antonín Sochor (2000). «Petr Vopěnka (born 16. 5. 1935)». Pokroky Mat. Fyz. Astron. (em checo). 45 (2): 125–134. ISSN 0032-2423. Consultado em 27 de janeiro de 2012. Arquivado do original em 27 de setembro de 2007
- Akihiro Kanamori (1996). «The Mathematical Development of Set Theory from Cantor to Cohen». The Bulletin of Symbolic Logic, Vol. 2, No. 1. The Bulletin of Symbolic Logic. 2 (1): 1–71. JSTOR 421046. doi:10.2307/421046

### Outras referências
- «Alternative set theory». Springer Online Reference Works - This text originally appeared in Encyclopaedia of Mathematics - ISBN 1402006098. Springer. 2001
- Antonín Sochor (1993). «Interpretations of the alternative set theory». Berlin / Heidelberg: Springer. Archive for Mathematical Logic. 32 (6): 391–398. doi:10.1007/BF01270464
- various (1979–1990). «Papers of different authors published». Comm. Math. Univ. Carolinae. ISSN 0010-2628
- Petr Vopěnka (1989). Proceedings of the 1 st Symposium Mathematics in the alternative set theory. Bratislava: Union of Slovak Mathematicians and Physicists. ISBN _ Verifique |isbn= (ajuda)
- Azriel Levy; Vopěnka, Petr (1984). «Mathematics in the Alternative set Theory by Petr Vopenka». The Journal of Symbolic Logic, Vol. 49, No. 4. The Journal of Symbolic Logic. 49 (4): 1423–1424. JSTOR 2274302. doi:10.2307/2274302